# 시모노세키 시립 대학
시모노세키 시립 대학(일본어: 下関市立大学,Shimonoseki City University)은
일본의 시립 대학이다. 대학 본부는 야마구치현 시모노세키시에 있다.

## 연혁
시모노세키 시립 대학의 기원은 1956년에 근로학생들을 위해 설립된 시립 야간 단기대학이다. 1962년에 4년제 대학으로 승격했다.
- 1956년 : 시모노세키 상업단기대학(下關商業短期大學) 설립.
- 1962년 : 시모노세키 시립 대학으로 승격. 경제학부 경제학과를 설치.
- 1983년 : 국제상학과를 설치.
- 2000년 : 대학원 석사과정을 설치.
- 2011년 : 공공 매니지먼트 학과를 설치.

## 캠퍼스
- 야마구치현 시모노세키시 다이가쿠초(大學町) 2-1-1.

## 조직

### 학부
- 경제학부
  - 경제학과
  - 국제상학과
  - 공공 매니지먼트 학과

### 대학원
- 경제학 연구과 (석사 과정)
  - 경제사회 시스템 전공
  - 국제 비즈니스 커뮤니케이션 전공

### 부속기관
- 도서관
- 산업문화 연구소
- 지역공창(地域共創) 센터
- 캐리어(career) 센터
- 국제교류 센터